# سهل حشيش

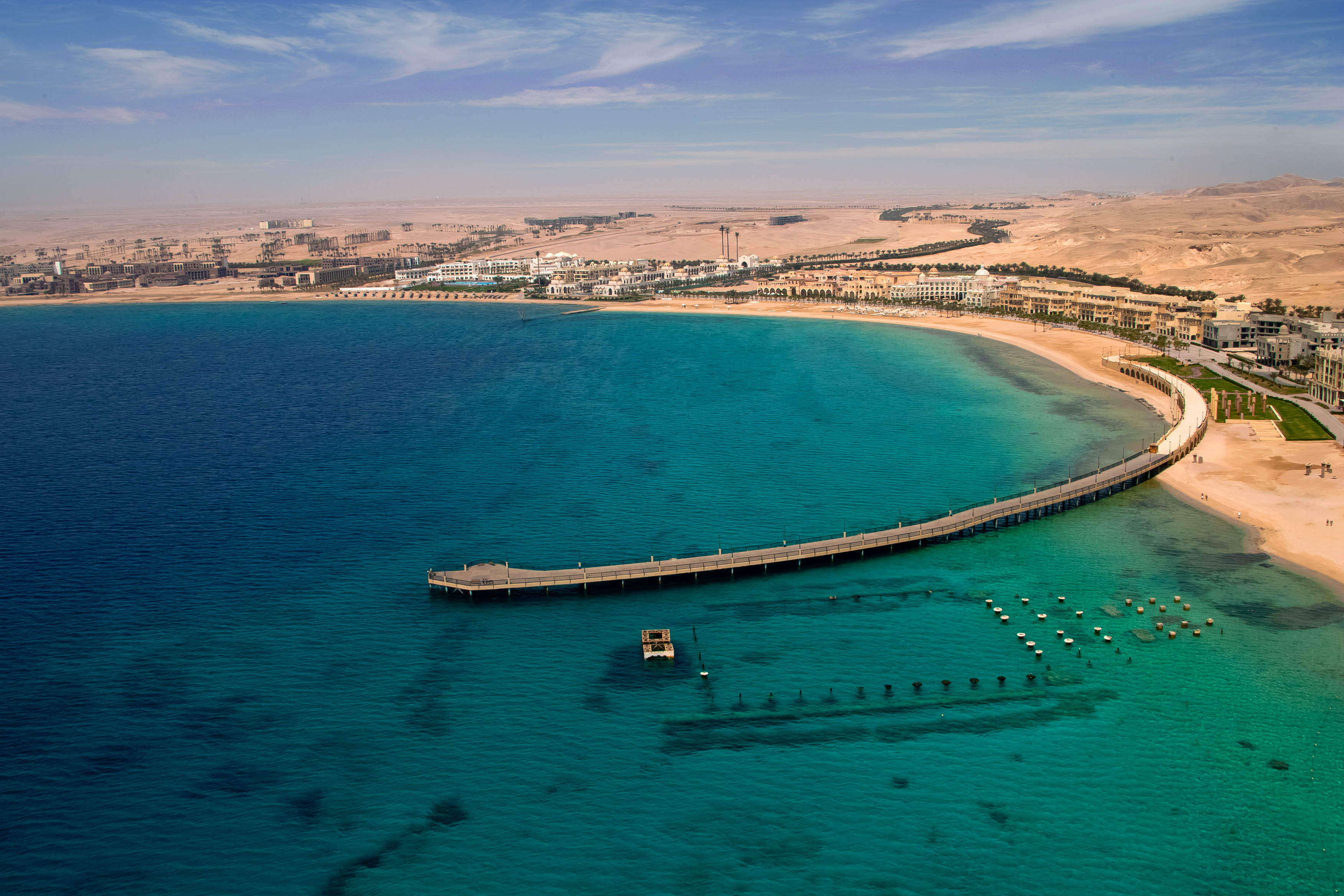
خليج سهل حشيش

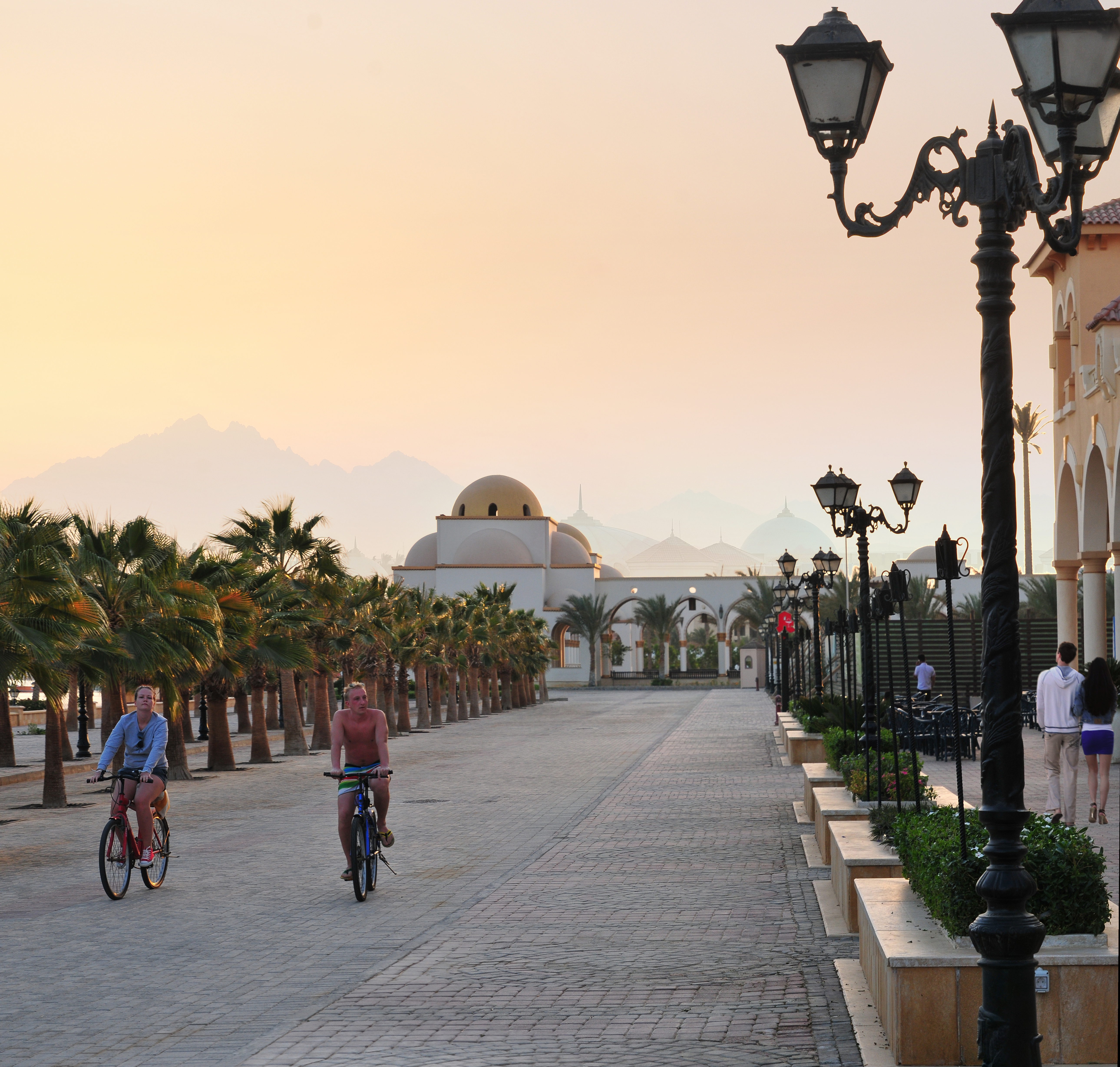
الكورنيش القديم

سهل حشيش هي منطقة سياحية تقع على بعد 25 كيلو مترا جنوب مدينة الغردقة على الشريط الساحلي للبحر الأحمر.
ويعد من أحدث المشاريع السياحية العملاقة على سواحل البحر الأحمر. وقد تم بناء مركز مدينة صغير له ويضم حتى الآن ستة منتجعات سياحية من الطراز الأول والمتوقع افتتاحهم رسميا في أواخر عام 2007 (هناك البعض منهم قد تم بالفعل افتتاحه). ويضم هذا المكان مركز للمدينة ومكان تجمع رئيسي و مجمع سينمائي للقيام بعملية الترفية الكلية. ومن ضمن عوامل الجذب به هو بناء كوبري علوي بداخل حدود البحر ويصل إلى بعد 250 متر وقد تبقى أيام قليلة على الانتهاء منه.

## الأهمية السياحية
انتهت وزارة السياحة المصرية مؤخرا من التخطيط الكامل لهذه المنطقة، وتعتبر الآن أكبر مناطق الاستثمار السياحي في البحر الأحمر ، وتضم 14 فندقاً وقرية سياحية.
ويتم تخطيط هذه المكان لنوعية جديدة من السياحة تسمى بسياحة الأثرياء، وأهمها ملاعب الجولف ، حيث تقرر أن يكون هناك ملعبان للجولف، إضافة إلى مدينة فرعونية تحت الماء تعتبر الأولى من نوعها لهواة سياحة الغطس، ومارينا لسياحة اليخوت، وتعتبر أغلى أنواع السياحة في العالم، وقد بدأت بالفعل 5 فنادق في العمل بطاقة فندقية مقدارها ألف غرفة.
ويضم حتى الآن ستة منتجعات سياحية .
كما يضم هذا المكان مركزاً للمدينة ومكان تجمع رئيسي و مجمع سينمائي للقيام بعملية الترفية الكلية. ومن ضمن عوامل الجذب به بناء كوبري علوي بداخل حدود البحر ويصل إلى بعد 250 متر.

## قائمة فنادق سهل حشيش
- منتجع هاواي سهل حشيش
- فندق أوبروي سهل حشيش
- فندق الباتروس سيتادل
- فندق ديسول بيراميزا
- فندق ومنتجع بالم بيتش بيتزا ابارت
- فندق تروبيتال سهل حشيش
- فندق جرافتي
- فندق البارون
- فندق اولدبلس

## قضية أرض سهل حشيش
بعد قيام ثورة 25 يناير تقدم المحامي شحاتة محمد شحاتة بدعوى ضد ابراهيم كامل رجل الأعمال وأحد رموز الحزب الحاكم المنحل، ورئيس مجلس الوزراء السابق ووزير السياحة السابق ورئيس مجلس إدارة هيئة التنمية السياحية، وقال في عريضتها: «إنه في 1993، خصصت الحكومة وبالأمر المباشر - بالمخالفة للقانون - 41 مليون متر مربع من أراضى سهل حشيش - 90% من مساحة المنطقة تقريباً - لرجل أعمال مصرى يحمل الجنسية الأمريكية، وتم التوقيع معه على خطاب نوايا بشروط واضحة، أهمها أن الأرض لا تباع إلا بعد استكمال البنية الأساسية الخاصة بها». وأضافت الدعوى أن الحكومة قامت بسحب الأرض منه وإعادة تخصيصها أيضاً بالأمر المباشر لشركة سياحية تابعة لمجموعة رجل الأعمال إبراهيم كامل، ووقع على نفس بنود العقد.